# Gianfranco Girotti
Gianfranco Girotti OFMConv. (ur. 21 kwietnia 1937 w Rzymie) – włoski duchowny katolicki, biskup, regent Penitencjarii Apostolskiej w latach 2002-2012.

## Życiorys
17 lutego 1963 otrzymał święcenia kapłańskie w Zakonie Braci Mniejszych Konwentualnych. W zakonie pełnił funkcje m.in. asystenta generalnego odpowiedzialnego za kwestie prawne oraz generalnego prokuratora. Od 1969 związany z Kongregacją Nauki Wiary, był m.in. szefem biura w sekcji dyscyplinarnej, zaś 11 czerwca 1997 został podsekretarzem dykasterii. 16 lutego 2002 został regentem Penitencjarii Apostolskiej.

### Episkopat
15 listopada 2006 został mianowany przez Benedykta XVI biskupem tytularnym diecezji Meta. Sakry biskupiej udzielił mu 16 grudnia 2006 Sekretarz Stanu kard. Tarcisio Bertone.
26 czerwca 2012 papież przyjął jego rezygnację z urzędu złożoną ze względu na wiek emerytalny. Jego następcą został mianowany polski duchowny - Krzysztof Nykiel.